# Château de la Haute-Braconnière
Le château de la Haute-Braconnière est un château situé sur la commune de Dompierre-sur-Yon, dans le canton de la Roche-sur-Yon-1 en Vendée.

## Historique
La maison-tour et les communs sont construits vers 1602 par Jean Régnon, un cadet d'une famille noble des Clouzeaux converti au protestantisme.
Pendant la Seconde guerre mondiale, son propriétaire Justinien Gillaizeau y cache de nombreux fugitifs.
Ce bâtiment fait l’objet d’un inscription au titre des monuments historiques depuis le 17 novembre 2010.